# 亀井浩明
亀井 浩明（かめい ひろあき、1930年 - ）は、日本の教育者・教育学者。帝京大学名誉教授。

## 人物・来歴
群馬県生まれ。東京教育大学教育学部教育学科卒業。公立中学校・高等学校教諭を務めたのち、東京都教育委員会指導主事、同教育委員会高等学校教育指導課長、指導企画課長、指導部長をへて、帝京大学文学部教授、教育学科長、文学部長。2001年定年、名誉教授。日本連合教育会会長。

## 著書
- 『社会科教育概説』そしえて, 1990.6
- 『今、教師に求められるもの 教育の課題と教師の専門性』教育出版, 1991.10
- 『今、期待される教師の力 教育の課題と教師の創意工夫』教育出版, 1994.12
- 『教育改革へ挑戦するための学校づくりの決め手』ぎょうせい, 1996.12
- 『学校新時代と管理職 教育改革のとらえ方・生かし方』ぎょうせい, 1999.2
- 『今、教師は子どもに迫れ』教育出版, 2000.5
- 『校長の見識 変革期に求められる校長のリーダーシップ』学事出版, 2013.3
- 『教師の見識 変革期に求められる教師の資質・能力』学事出版, 2018.1

### 共編著
- 『地域と結ぶ学校』 (新時代をひらく学校改善シリーズ) 児島邦宏共編著. 教育出版, 1989.11
- 『高校新教育課程編成の手引 新学習指導要領展開の要点』熱海則夫共編. 明治図書出版, 1990.3
- 『小学校観点別評価の実際』1-2 羽豆成二共編. 教育出版, 1993.10
- 『中学校観点別評価の実際 国語編』篠田信司, 佐野金吾共編. 教育出版, 1993.10
- 『中学校観点別評価の実際 数学編』安斎省一, 佐野金吾共編. 教育出版, 1993.10
- 『中学校観点別評価の実際 理科編』岩城孝次, 佐野金吾共編. 教育出版, 1993.10
- 『中学校観点別評価の実際 社会編』高橋秀美, 佐野金吾共編. 教育出版, 1993.10
- 『中学校観点別評価の実際 英語編』荒木秀二、佐野金吾共編. 教育出版, 1993.10
- 『学校週五日制導入についてどう対応するか テーマ 第17回全国教育研究大会パネル・ディスカッション』亀井浩明 [ほか述]. 日本教育研究連合会, 1993.2
- 『「学校5日制」が実施されて』小川友次,尾木和英共編著. 学陽書房, 1993.4
- 『中学校観点別評価の実際 保健体育編』池田ヒロシ、佐野金吾共編. 教育出版, 1994.4
- 『中学校観点別評価の実際 技術・家庭編』中村祐治、佐野金吾共編. 教育出版, 1994.4
- 『中学校観点別評価の実際 美術編』市川哲男、佐野金吾共編. 教育出版, 1994.4
- 『中学校観点別評価の実際 音楽編』佐野金吾, 神原陸男共編. 教育出版, 1994.4
- 『中学校生徒指導事例集 生きる力を育てる指導・援助』安斎省一, 佐野金吾共編. 教育出版, 1995.3
- 『中教審答申から読む21世紀の教育』有園格、佐野金吾共編著. ぎょうせい, 1996.12
- 『キーワードで読む教課審答申』有園格, 佐野金吾共編著. ぎょうせい, 1998.11
- 『「生きる力」と生涯学習』(生涯学習実践シリーズ) 編. 全日本社会教育連合会, 1998.9
- 『新・主任ハンドブック』 (教職研修総合特集. 新・管理職ハンドブック)編. 教育開発研究所, 1999.10
- 『「生きる力」をはぐくむカリキュラム経営 社会の変化に応じる「学校知」をどう創造するか」(シリーズ"新しい学校"パラダイムの転換) 編. 東洋館出版社, 1999.3
- 『「総合的な学習」実践の手引』尾木和英共編著. 文教書院, 1999.7
- 『校長の実務 新時代のスクールマネジメント』滝澤利夫共編著. 学事出版, 2004.6
- 『教頭の実務 新時代のスクールマネジメント』滝澤利夫, 尾木和英共編著. 学事出版, 2005.7
- 『こうして使おう"学校評価ガイドライン" ガイドラインによるやさしい実践方法』 (教職研修増刊. 教育課題完全攻略シリーズ 取り組みながら学ぶための"実践マニュアル") 小松郁夫共編. 教育開発研究所, 2006.9
- 『小中学校のキャリア教育実践プログラム 「自分発見」にチャレンジ』鹿嶋研之助共編著. ぎょうせい, 2006.9
- 『「新採教員」育て方・伸ばし方 すぐ取り組める週1課題年間研修プログラム』 (教職研修増刊. 今すぐ取り組む「対策シリーズ」  小島宏共編. 教育開発研究所, 2007.4
- 『新教育課程を実現する学校経営のポイント50』北俊夫共編著. 学事出版, 2009.6

## 論文
- 亀井浩明